# Batalla de Los Ángeles (1942)
La batalla de Los Ángeles (en inglés: Battle of Los Angeles), también conocida como The Great Los Angeles Air Raid (literalmente ‘el gran ataque aéreo de Los Ángeles’), es el nombre dado por las fuentes contemporáneas a un incidente ocurrido en Los Ángeles, California (Estados Unidos), en el cual, tras una falsa alarma a causa de un supuesto ataque enemigo, se produjo la reacción de las defensas antiaéreas estadounidenses, durante los días 24 y 25 de febrero de 1942. El incidente ocurrió menos de tres meses después que los Estados Unidos entraran a la Segunda Guerra Mundial como resultado del ataque a Pearl Harbor por parte de la Armada Imperial Japonesa, y un día después del bombardeo de Ellwood el 23 febrero.
Inicialmente, se pensó que el objetivo del bombardeo aéreo sería una fuerza de ataque de Japón, pero hablando en una conferencia de prensa poco después, el secretario de la Armada de los Estados Unidos Frank Knox calificó el incidente de una «falsa alarma». Los periódicos de la época publicaron una serie de informes y especulaciones de un encubrimiento. Algunos ufólogos han sugerido que los objetivos eran naves espaciales extraterrestres. Al documentar el incidente en 1983, la oficina de historia de la Fuerza Aérea de los Estados Unidos atribuyó el evento a un caso de «nervios de guerra» probablemente provocados por un globo meteorológico perdido y exacerbados por las llamaradas de bengalas y ráfagas de bombas de baterías adyacentes.

## Alarmas
Las alarmas de ataque aéreo sonaron en todo el condado de Los Ángeles en la noche del 24 al 25 de febrero de 1942. Un apagón total se ordenó y miles de guardias de ataque aéreo fueron convocados a sus posiciones. A las 3:16 de la mañana la 37.ª Brigada de Artillería Costera comenzó a disparar ametralladoras calibre 12,7 mm y cañones de 76,2 mm; además, se dispararon más de 1.400 obuses. Los pilotos del 4º Comando Interceptor fueron alertados, pero sus aviones permanecieron en tierra. El fuego de artillería continuó esporádicamente hasta las 4:14. El «todo claro» sonó y el orden de apagón se levantó a las 7:21.
Varios edificios y vehículos fueron dañados por esquirlas de obuses, y cinco civiles murieron como resultado indirecto del fuego antiaéreo; tres de ellos murieron en accidentes de tráfico en el caos y dos de ataques al corazón atribuidos a la tensión y estrés de la acción de una hora de duración. El incidente fue noticia de primera plana a lo largo de la costa del Pacífico de Estados Unidos, y se ganó una cierta cobertura de medios de comunicación a lo largo de la nación.

## Respuesta a la prensa
Pocas horas después del final de la incursión aérea, el Secretario de Marina Frank Knox llevó a cabo una conferencia de prensa, diciendo que todo el incidente había sido una falsa alarma debido a la ansiedad y los «nervios de guerra». Los comentarios de Knox fueron seguidos por las declaraciones del Ejército el día siguiente que reflejaban la creencia del general George Marshall de que el incidente podría haber sido causado por aviones comerciales utilizados como una campaña de guerra psicológica para generar pánico.
Algunos medios de prensa contemporáneos sospechaban un encubrimiento. Un editorial en el Long Beach Independent escribió: «Hay una reticencia misteriosa en todo el asunto y parece que algún tipo de censura está tratando de poner fin a la discusión sobre el asunto». La especulación era desenfrenada como a los aviones invasores y sus bases. Las teorías incluían una base secreta en el norte de México, así como los submarinos japoneses estacionados en alta mar con la capacidad de llevar aviones. Otros especularon que el incidente era o bien por etapas o una excusa exagerada de las industrias de defensa costera para moverse al interior.
El representante Leland Ford de Santa Mónica pidió una investigación del congreso, diciendo: «... ninguna de las explicaciones ofrecidas hasta ahora retira el episodio de la categoría de "engaño completo"... esto era o bien un simulacro de incursión, o una incursión para asustar a dos millones de personas, o una incursión de identidad equivocada, o una incursión para sentar una base política para llevar las industrias de guerra del sur de California lejos».

## Atribución
En 1983, la Oficina de Historia de la Fuerza Aérea concluyó que un análisis de la evidencia apuntaba a globos meteorológicos como la causa de la alarma inicial.
El análisis relata que:

Durante un discurso informal a la nación pronunciado por el Presidente Roosevelt el 23 de febrero de 1942, un submarino japonés emerge del mar en Ellwood, en un lugar al norte de la costa de California en Santa Bárbara, y dispara 13 proyectiles a las instalaciones de una refinería de petróleo. Los disparos parecían diseñados para acentuar la declaración del presidente de que "los grandes océanos que han sido anunciados en el pasado como nuestra protección contra los ataques se han convertido en campos de batalla sin fin en la que constantemente estamos siendo desafiados por nuestros enemigos". Sin embargo, el ataque que se suponía iba a realizar el enemigo, y que tuvo éxito en el robo de los titulares del discurso del presidente, fue un gesto débil en lugar de un golpe perjudicial. El submarino surgió a las 19:05 (hora del Pacífico), y sólo cinco minutos después el presidente comenzó su discurso. Por cerca de veinte minutos, el submarino mantuvo una posición a 2.500 metros de la costa para lanzar los disparos de sus cañones de 5½ pulgadas. Los proyectiles hicieron daños menores a los muelles y los pozos de petróleo, pero se perdió la planta de gasolina, lo que parece haber sido el punto de mira; los efectos militares de la redada fueron, por tanto, nulos. Las primeras noticias del ataque dieron lugar a la expedición de aviones de caza de la zona, y, posteriormente, tres bombarderos se unieron al intento de destruir el submarino, pero sin éxito. La renuencia de los comandantes Fuerza Aérea para asignar fuerzas más grandes a la tarea resultó de su creencia de que un ataque como este podría ser empleado por el enemigo para desviar la atención de una gran fuerza de aviones que lanzaran un ataque contra un objetivo muy importante. Los japoneses-americanos que habían anunciado que harían una manifestación relacionada con el discurso del presidente también profetizaron que Los Ángeles sería atacado la noche siguiente. El Ejército también estaba convencido de que tendría lugar alguna nueva acción, y tomó todas las precauciones posibles. Se les permitió a los periódicos anunciar que se había impuesto un estricto estado de disposición contra nuevos ataques, y después siguió la confusa acción conocida como "La Batalla de Los Ángeles".
Durante la noche del 24 al 25 de febrero de 1942, objetos no identificados causaron una sucesión de alertas en el sur de California. El día 24, una advertencia emitida por la inteligencia naval indicó que un ataque se podía esperar en las próximas diez horas. Esa noche se reportaron un gran número de bengalas y luces parpadeantes en las proximidades de las plantas de defensa. Una alerta a las 19:18 (hora del Pacífico) se levantó a las 22:23, y la tensión temporalmente se relajó. Pero temprano en la mañana del 25 una renovada actividad comenzó. Radares recogieron un blanco no identificado 120 millas al oeste de Los Ángeles. Las baterías antiaéreas fueron alertadas a las 02:15 y fueron puestas en alerta de fuego unos minutos más tarde. La Fuerza Aérea mantuvo sus aviones de caza en el suelo, y prefirió esperar las indicaciones de la escala y la dirección de cualquier ataque antes de cometer su fuerza de combate limitado. Radares observaron el objetivo acercarse a pocas millas de la costa, y a las 02:21 el mando regional ordenó un apagón. A partir de entonces el centro de información se inundó de informes de "aviones enemigos", a pesar de que el misterioso objeto rastreado adentro del mar parecía haber desaparecido. A las 02:43 se informó de aviones cerca de Long Beach, y, unos minutos más tarde, un coronel de artillería de la costa avistó "unos 25 aviones a 12.000 pies" sobre Los Ángeles. A las 03:06 un globo que llevaba una bengala roja fue visto en Santa Mónica y cuatro baterías de artillería antiaérea abrieron fuego, con lo cual "el aire sobre Los Ángeles entró en erupción como un volcán". A partir de este punto los informes entran irremediablemente en desacuerdo.
Probablemente gran parte de la confusión provenía del hecho de que las explosiones de bombas antiaéreas, captadas por los reflectores, se confundían con los supuestos aviones enemigos. En todo caso, las siguientes tres horas produjeron algunos de los informes más imaginativos de la guerra: "enjambres" de aviones (o, a veces, globos) de todos los tamaños posibles, de uno a varios cientos, viajando en altitudes que van desde un pocos miles de pies a más de 20.000 pies y volando a velocidades que se decía variaban desde "muy lento" hasta más de 200 millas por hora, se observaron desfilar por los cielos. Estas fuerzas misteriosas no dejaron caer ninguna bomba y, a pesar del hecho de que 1.440 rondas de munición antiaérea fueron dirigidos contra ellas, no sufrieron pérdidas. Hubo informes de que cuatro aviones enemigos habían sido derribados, y uno se supone que aterrizó en llamas en una intersección de Hollywood. Los residentes en un arco de cuarenta millas a lo largo de la costa vieron desde las colinas o los tejados cómo el conjunto de las armas de fuego y los reflectores creaban el primer drama real de la guerra para los ciudadanos de la parte continental. El amanecer, que dio por finalizado el ataque y la fantasía, también demostró que el único daño causado a la ciudad había sido por el terror del ataque (había al menos una muerte por insuficiencia cardíaca), por accidentes de tráfico en las abarrotadas calles o por fragmentos de bombas de la descarga de artillería.
Los intentos de llegar a una explicación del incidente rápidamente se volvieron tan complicados y misteriosos como la "batalla" en sí. La Armada inmediatamente insistió en que no había pruebas de la presencia de aviones enemigos, y el secretario de la Marina Frank Knox anunció en una conferencia de prensa el 25 de febrero que la incursión había sido sólo una falsa alarma. En la misma conferencia admitió que los ataques eran posibles y que las industrias vitales ubicadas a lo largo de la costa debían ser movidas hacia el interior. El Ejército encontró muy difícil hallar una causa para las alertas. Un informe a Washington, DC realizado por el Comando de Defensa occidental poco después de que la supuesta incursión hubiese terminado, indicó que la credibilidad de los informes de un ataque habían comenzado a agrietarse antes de que se levantara el apagón. El informe anunciaba que los acontecimientos demostrarían "que los informes más anteriores habían sido muy exagerados". La Cuarta Fuerza Aérea había indicado su creencia de que no había aviones sobre Los Ángeles. Pero el Ejército no publicó estas conclusiones iniciales. En su lugar, esperó un día, hasta después de que un minucioso examen de los testigos hubiese terminado. Sobre la base de estas audiencias, los comandantes locales alteraron su veredicto e indicaron la creencia de que de uno a cinco aviones no identificados habían sobrevolado Los Ángeles. El Secretario Stimson anunció esta conclusión como la versión de los hechos del Departamento de Guerra, y adelantó dos teorías para explicar el origen de las misteriosas nave: o bien eran aviones comerciales operados por el enemigo en campos secretos en California o México, o aviones ligeros habían sido lanzados por submarinos japoneses. En cualquier caso, el propósito del enemigo debía haber sido localizar las defensas antiaéreas en la zona o dar un golpe a la moral civil.
La divergencia de opiniones entre los departamentos de Guerra y de Marina, y las conjeturas insatisfactorias adelantadas por el Ejército para explicar el asunto, desencadenaron un debate público vigoroso. El diario Los Angeles Times, en un editorial de primera página el 26 de febrero, afirmó que "la gran emoción y confusión pública" causada por la alerta, así como sus "espectaculares acompañamientos oficiales", exigían una explicación cuidadosa. Se expresó el temor de que un par de incursiones falsas socavaran la confianza de los voluntarios civiles en el servicio de alerta de aeronaves. En el Congreso de los Estados Unidos, el Representante Leland Ford quería saber si el incidente era "una incursión práctica, o una incursión para realizar un susto a 2.000.000 de personas, o una incursión de identidad equivocada, o una incursión para quitarle las industrias de guerra al sur de California". Wendell Willkie, hablando en Los Ángeles el 26 de febrero, aseguró a los californianos sobre la base de sus experiencias en Inglaterra que cuando comenzaba un ataque aéreo real "no tendrían que discutir sobre eso, simplemente lo sabrían". Reconoció que las autoridades militares habían estado en lo correcto al llamar a una alerta de precaución, pero lamentó la falta de acuerdo entre el Ejército y la Marina. Un fuerte editorial en el Washington Post el 27 de febrero llamó el manejo del episodio de Los Ángeles una "receta para el nerviosismo", y censuró a las autoridades militares para lo que llamó un "silencio obstinado" en un contexto de incertidumbre generalizada. El editorial sugirió que la teoría del Ejército de que los aviones comerciales podrían haber causado la alerta "explica todo, excepto dónde iban los aviones, de dónde venían y por qué aviones estadounidenses no fueron enviados en busca de ellos". The New York Times, el 28 de febrero, expresó la creencia de que mientras más se estudiaba el incidente, más increíble se volvía y dijo: "Si las baterías estaban disparando sobre nada en absoluto, como implica el secretario Knox, es un signo de incompetencia y de nerviosismo. Si las baterías estaban disparando sobre aviones reales, algunos de ellos volando tan bajo como 9.000 pies, como declara el secretario Stimson, ¿Por qué fueron totalmente ineficaces? ¿Por qué no hay aviones americanos que suben a comprometerlos, o incluso para identificarlos?... ¿Qué hubiera pasado si esto hubiera sido un ataque aéreo de verdad?" Estas preguntas eran apropiadas, pero para el Departamento de Guerra responder con plena franqueza habría supuesto una revelación aún más completa de la debilidad de nuestras defensas aéreas.
Al final de la guerra, los japoneses declararon que no habían enviado aviones sobre el área en el momento de la alerta, si bien aviones lanzados desde submarinos sí fueron utilizados posteriormente sobre Seattle. Un estudio cuidadoso de la evidencia sugiere que globos meteorológicos habían sido puestos en libertad sobre Los Ángeles y podrían haber causado la alarma inicial. Esta teoría es apoyada por el hecho de que las unidades de artillería antiaérea oficialmente fueron criticadas por haber desperdiciado municiones en objetivos que se movían demasiado lento para haber sido aviones. Después de que la alarma se iniciara, la observación cuidadosa era difícil debido al humo a la deriva de las explosiones de los proyectiles. El comandante interino de la brigada de artillería antiaérea en la zona declaró que él primero había estado convencido de que había visto a quince aviones en el aire, pero había decidido rápidamente que estaba equivocado. Corresponsales competentes como Ernie Pyle y Bill Henry presenciaron el tiroteo y escribieron que ellos nunca fueron capaces de ver a ningún avión. Es difícil ver, en cualquier caso, con qué propósito el enemigo habría realizado un ataque en el que no se dejaron caer bombas, a menos que tal vez, como el señor Stimson sugiere, el objetivo hubiese sido de reconocimiento.
Las fuerzas aéreas del ejército en la Segunda Guerra Mundial, informe preparado bajo la dirección de Wesley Frank Craven y James Lea Cate. v.1, pp. 277–286, Washington, D.C.: Oficina de Historia de la Fuerza Aérea: For sale by the Supt. of Docs., U.S. G.P.O., 1983 

## Ufología
Una fotografía publicada en Los Angeles Times el 26 de febrero de 1942 ha sido citada por los modernos conspiracionistas y ufólogos como evidencia de una visita extraterrestre. Afirman que la foto muestra claramente reflectores centrados sobre una nave espacial extraterrestre. Sin embargo, la fotografía fue muy modificada por retoque fotográfico antes de su publicación, una práctica habitual en las artes gráficas de la época, a fin de mejorar el contraste en fotografías en blanco y negro. El escritor Larry Harnisch, de Los Angeles Times, señaló que se presentaron la fotografía retocada junto a titulares de prensa falsos como material histórico real en los tráileres de la película Battle: Los Angeles. Harnisch comentó: «Si la campaña de publicidad quería establecer que la investigación OVNI es nada más que mentiras y falsedad, no pudieron haber hecho un mejor trabajo».

## Conmemoración
Cada febrero, el Fort MacArthur Museum, localizado en la entrada del puerto de Los Ángeles, presenta un evento llamado «The Great L. A. Air Raid of 1942».